# Senecio schultzii
Senecio schultzii là một loài thực vật có hoa trong họ Cúc. Loài này được Hochst. ex A.Rich. miêu tả khoa học đầu tiên năm 1848.